# Cosmos 186

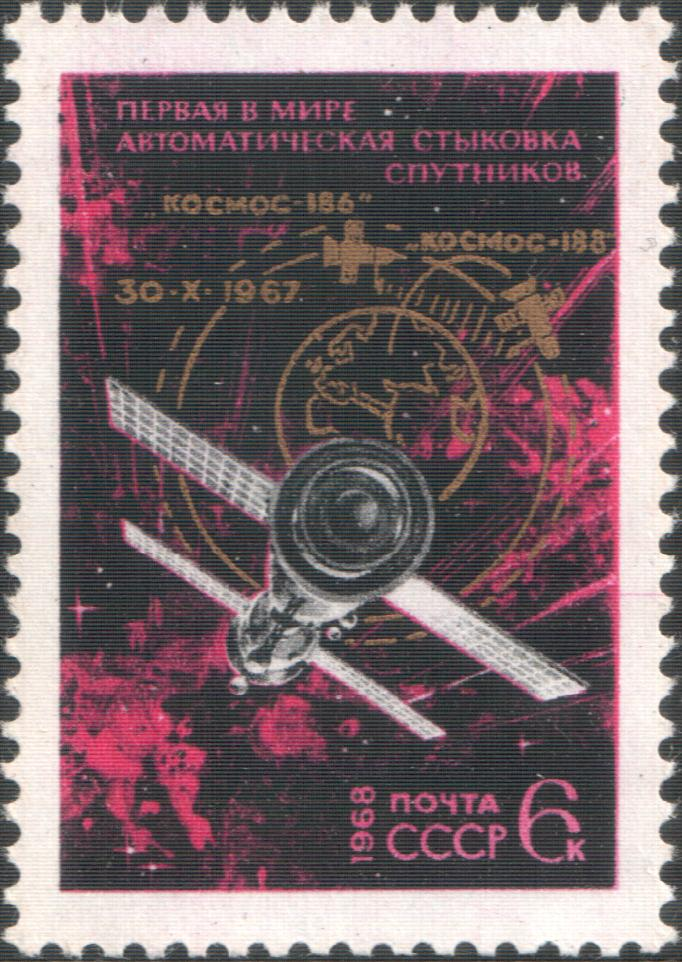
Sello soviético conmemorando el acoplamiento de Cosmos 186 y Cosmos 188.

Cosmos 186 fue una misión no tripulado de una nave Soyuz 7K-OK lanzada el 27 de octubre de 1967 desde el cosmódromo de Baikonur. Se acopló con la Soyuz de la misión Cosmos 188, también sin tripular, en el que fue el primer acoplamiento automático de dos naves en el espacio.
Las naves se acoplaron en el segundo intento. Las naves quedaron unidas, pero no se consiguió el acoplamiento total ni la conexión eléctrica entre ambas naves debido a un error en el alineamiento entre ambas.
Antes de la reentrada el seguidor estelar de la nave, produciendo una reentrada balística.
La misión fue programada para coincidir con las celebraciones del 50 aniversario de la Revolución de octubre.